# Руцанте (представа)
Руцанте је позоришна представа коју је режирао Славенко Салетовић према комаду Божидара Љумовића Зубе. Представа је реализована по мотивима комедије „Мушица” италијанског ренесансног комедиографа Анђела Беолка Руцантеа написане око 1530. године и која је до сада играна у целом свету. Прво извођење овог комада било је на сцени ДАДОВ-а 1965. у режији Зорана Ратковића.
Премијерно приказивање било је 30. марта 2016. године у омладинском позоришту ДАДОВ.

## Радња
Прича прати четири парафразе типова Цомедие делл’арте: Арлекино, Бригела, Коломбина и Капитано.
У комаду сваки од ликова на комичан и луцидан начин покушава да превари све друге ликове - да би предупредили да буду преварени.

## Улоге
| Лица | Глумци             |
| ---- | ------------------ |
|      | Радован Вујовић    |
|      | Иван Зекић         |
|      | Катарина Марковић  |
|      | Михаило Лаптошевић |